# Overval op distributiekantoor in Haarlem

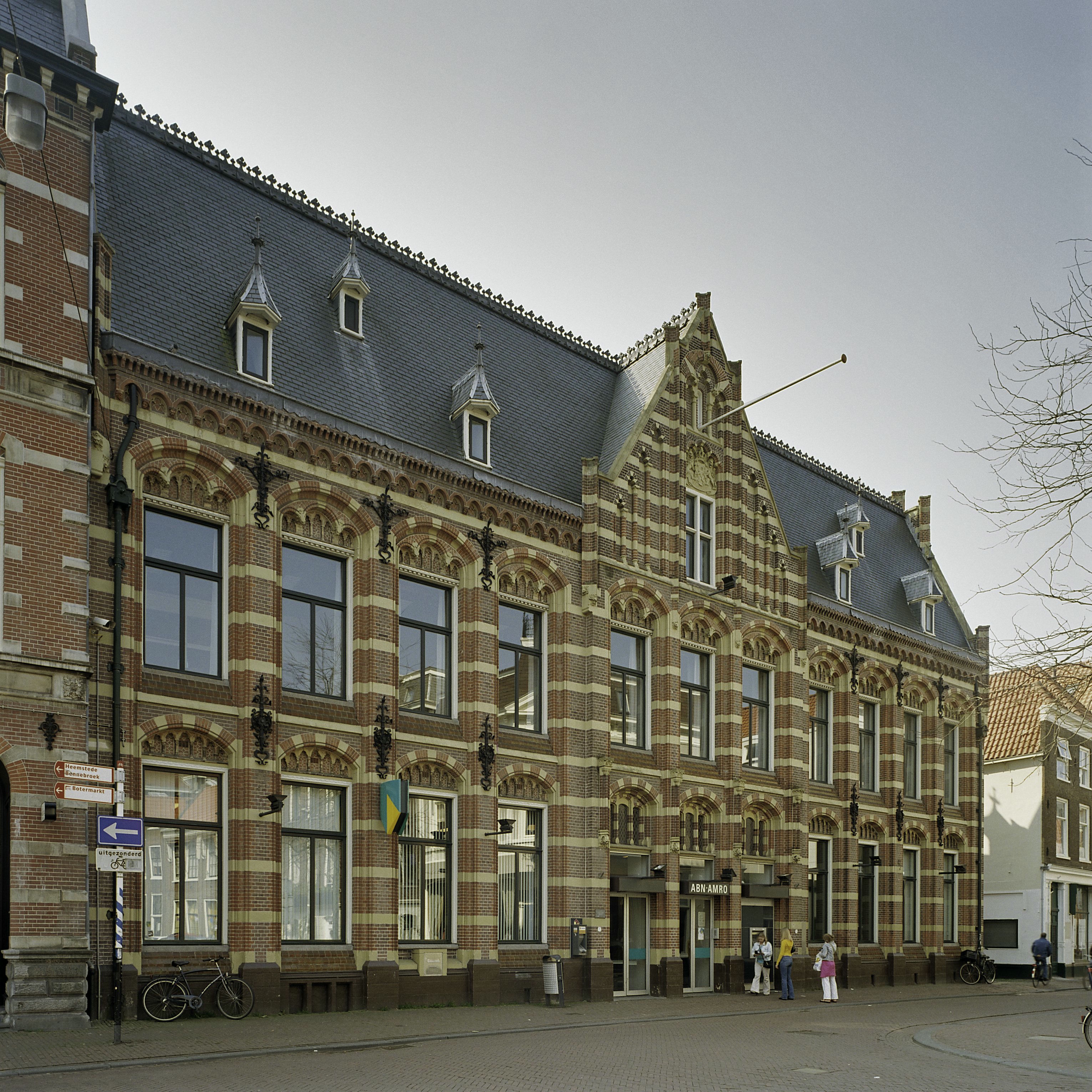
Het pand van het voormalige distributiekantoor op de Zijlstraat 70

Op 23 juni 1944 werd een mislukte overval gepleegd op het distributiekantoor aan de Zijlstraat 70 in Haarlem.
De kraak werd gepleegd in opdracht van Johannes Post. De kassier van de distributiedienst, J.J. Barthel, zorgde ervoor dat de overvallers een sleutel kregen. Barthel zou zich op de dag van de overval ’s avonds in de kluis laten insluiten om de bonkaarten alvast in zes zakken in te pakken.
Toen de overvallers na zessen in het gebouw binnendrongen bleken daar schoonmaaksters aan het werk te zijn. Die slaagden erin de politie te waarschuwen. Met slechts een kleine buit maakten de overvallers zich uit de voeten.
Toch is een van hen, Jan Wildschut, gepakt. Dit gebeurde door toedoen van een NSB’er, die zijn fiets voor Wildschut gooide waardoor hij viel. Wildschut werd naar het Huis van Bewaring aan de Weteringschans in Amsterdam gebracht. Een poging om hem te bevrijden mislukte (zie: Overval op het Huis van Bewaring) en leidde onder meer tot de arrestatie en executie van zijn goede vriend Johannes Post.